# Richard Rush (polityk)
Richard Rush (ur. 29 sierpnia 1780 w Filadelfii, zm. 30 lipca 1859 tamże) – amerykański polityk i prawnik.

## Życiorys
Urodził się 29 sierpnia 1780 roku w Filadelfii, jako syn doktora Benjamina Rusha, sygnatariusza Deklaracji Niepodległości. W 1797 roku ukończył studia na Uniwersytecie Princeton, a następnie studiował nauki prawne i został przyjęty do palestry. W 1811 roku pełnił funkcję prokuratora generalnego stanu Pensylwania. Prezydent James Madison powołał go na stanowisko rewidenta w Departamencie Skarbu. Jego następca James Monroe zaproponował mu stanowisko sekretarza skarbu, lecz Rush odmówił, wobec czego prezydent zaoferował mu szefowanie Departamentowi Sprawiedliwości. Funkcję prokuratora generalnego pełnił w latach 1814–1817. W 1817 roku został mianowany na posła pełnomocnego w Wielkiej Brytanii i pełnił ten urząd do roku 1825. Wówczas prezydent John Quincy Adams mianował go sekretarzem skarbu. Pełniąc ten urząd, bronił Drugiego Banku Stanów Zjednoczonych, twierdząc, że jest bezpiecznym depozytem dla funduszy rządowych. Ponadto opowiadał się za wysokimi stawkami taryf celnych i protekcjonizmem. Podał się do dymisji, po zakończeniu kadencji prezydenta. W wyborach prezydenckich w 1828 roku był kandydatem Narodowych Republikanów na wiceprezydenta, przy Adamsie. Wiosną 1847 roku został mianowany posłem pełnomocnym we Francji, z nominacji Jamesa Polka. Na placówce w Paryżu przebywał dwa lata. Zmarł 30 lipca 1859 roku w Filadelfii.